# Garmiani
Jiar Garmiani, känd under sitt artistnamn Garmiani, född 16 maj 1983, är en svensk musikproducent och DJ.

## Diskografi

### Singlar
- 2019 – "BARRACA" (Spinnin' Records)
- 2018 – "Fogo" (Feat Julimar Santos) [The Remixes] (Spinnin' Records)
- 2017 – "Shine Good" (Feat Julimar Santos) (Steve Aoki Remix)" (Dim Mak Records)
- 2017 – "Shine Good" (Feat Julimar Santos) (Dim Mak Records)
- 2017 – "Fogo" (Feat Julimar Santos)" (Spinnin' Records)
- 2017 – "Voodoo Remixes (Feat Walshy Fire)" (Dim Mak Records)
- 2016 – "Voodoo (Feat Walshy Fire)" (Dim Mak Records)
- 2016 – "Bomb A Drop - The Remixes" (Dim Mak Records)
- 2016 – "Bomb A Drop" (Dim Mak Records)
- 2015 – "Jump & Sweat" (Feat Sanjin) (Dim Mak Records)
- 2015 – "Zaza" (Remixes) (Dim Mak Records)
- 2014 – "Zaza" (Dim Mak Records)
- 2014 – "Nomad" (Dim Mak Records)
- 2013 – "Rumble EP Remixed" (Dim Mak Records)
- 2013 – "Rumble EP" (Dim Mak Records)
- 2013 – "The City Is Mine" (Magik Muzik/Black Hole Recordings) (med Salvatore Ganacci)
- 2012 – "Now That We Found Love"
- 2012 – "In Front of Your Eyes"

### Remixar
- 2018 –  Sandro Silva & Quintino - Epic (Garmiani Remix) (Musical Freedom)
- 2018 –  Steve Aoki All Night (feat. Lauren Jauregui) (Garmiani's Shine Good Remix) (Ultra Records)
- 2016 –  Steve Aoki Youth Dem (Turn Up) (feat. Snoop Lion) (Steve Aoki X Garmiani Remix) (Ultra Records)
- 2016 –  Lil Jon - Get Loose (Garmiani Remix) (Dim Mak Records)
- 2014 –  Deorro & ZooFunktion - "Hype" (Garmiani Remix) (Dim Mak Records)
- 2014 –  Dimitri Vegas & Like Mike vs DVBBS & Borgeous - "Stampede" (Salvatore Ganacci & Garmiani Remix)
- 2013 –  Steve Aoki & Rune RK feat. Ras - "Bring You to Life (Transcend)" (Garmiani Remix) (Dim Mak Records)
- 2013 – "Manufactured Superstars - Zombies In Love" (Garmiani Remix) (Magik Muzik/Big Beat Records/Spinnin' Records)
- 2013 – Arash feat. Sean Paul - "She Makes Me Go" (Garmiani Remix) (Extensive Music/Warner Music Group/Universal Music Group)